# Belmesnil
Belmesnil är en kommun i departementet Seine-Maritime i regionen Normandie i norra Frankrike. Kommunen ligger i kantonen Longueville-sur-Scie som tillhör arrondissementet Dieppe. År 2022 hade Belmesnil 446 invånare.

## Befolkningsutveckling
Antalet invånare i kommunen Belmesnil
| Referens: INSEE |